# Kotešová
Kotešová este o comună slovacă, aflată în districtul Bytča din regiunea Žilina. Localitatea se află la altitudinea de 343 m deasupra n.m., se întinde pe o suprafață de 20,333 km2 și în 2017 număra 1.993 de locuitori.

## Istoric
Localitatea Kotešová este atestată documentar din 1234.

## Demografie
| An:                | 1994 | 2004   | 2014   | 2024    |
| ------------------ | ---- | ------ | ------ | ------- |
| Număr de persoane: | 1769 | 1895   | 1974   | 2330    |
| Diferență:         |      | +7,12% | +4,16% | +18,03% |

| An:                | 2023 | 2024   |
| ------------------ | ---- | ------ |
| Număr de persoane: | 2298 | 2330   |
| Diferență:         |      | +1,39% |